# Kirche Maria Empfängnis (Wien)

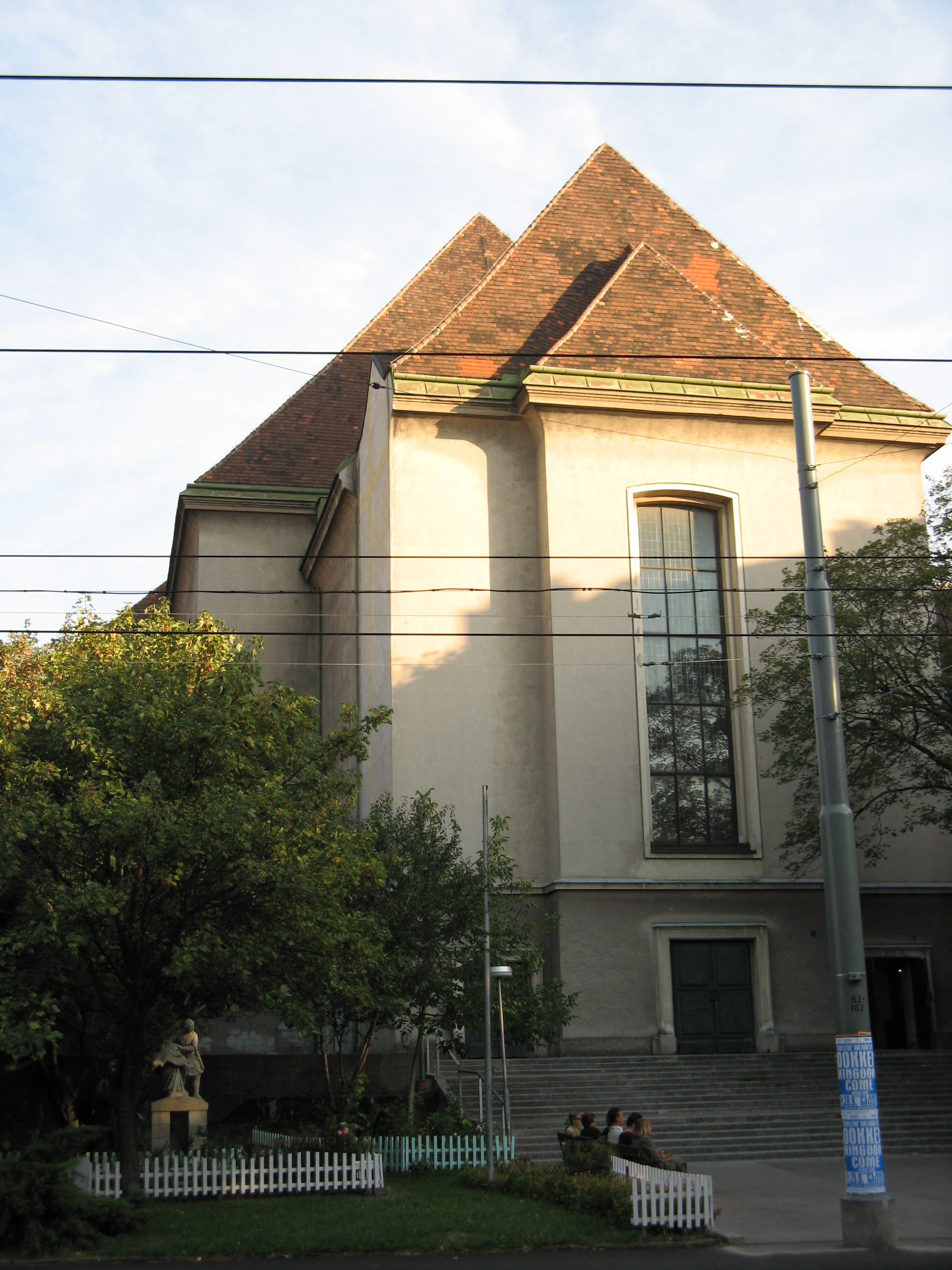
Pfarrkirche Maria Empfängnis

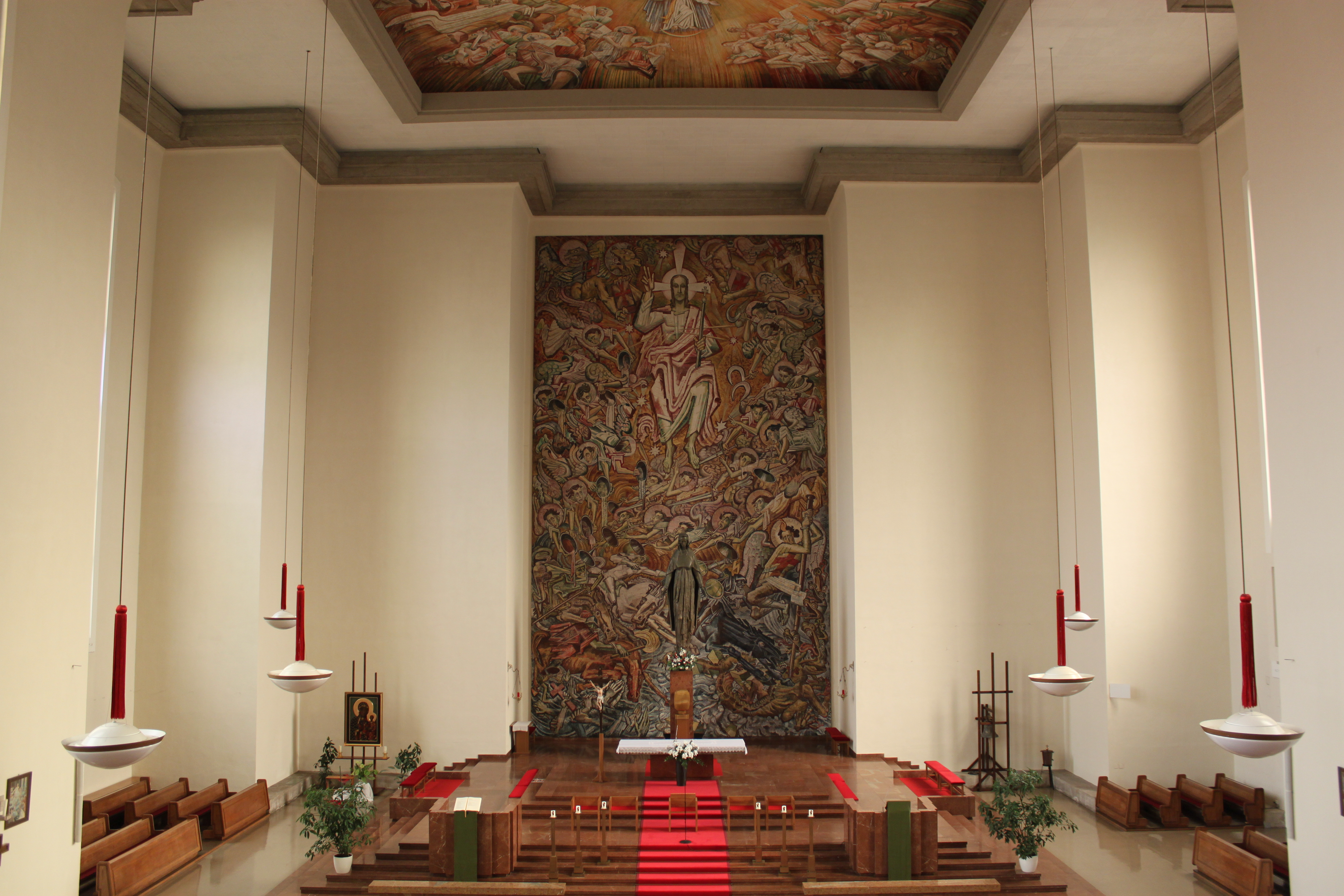
Innenraum

Die Kirche Maria Empfängnis ist eine römisch-katholische Pfarrkirche im 12. Wiener Gemeindebezirk Meidling und befindet sich an der Flurschützstraße 1. Die Lage an der Bezirksgrenze zu Margareten spiegelt sich in der Bezeichnung der Pfarre Neumargareten wider, eines ehemaligen Bezirksteils von Margareten, der später zu Meidling kam.

## Geschichte
Nachdem um 1900 in dieser Gegend eine starke Bevölkerungszunahme zu verzeichnen war, wurde in dem typischen Wiener Arbeiterbezirk der Bau einer Kirche und die Einrichtung einer Pfarre notwendig. 1905 entstand nach Plänen von Richard Jordan ein erstes Kirchengebäude und damit verbunden die Schaffung der Pfarre Neumargareten. Die Kirche wurde gegenüber dem ehemaligen Hundsturmer Friedhof, dem nunmehrigen Haydnpark, errichtet.
1944 wurde diese erste Kirche durch Bomben völlig zerstört. Die Pfarre wich in einen Saal der Wohnhausanlage Reumannhof aus. 1949–53 entstand das jetzige Kirchengebäude nach Plänen von Helene Koller-Buchwieser und Hans Steineder. Ein ebenfalls projektierter Glockenturm wurde nie realisiert.

## Baubeschreibung
Die Hallenkirche ist mit großen Wand- und Deckenbildern von Hans Alexander Brunner ausgestattet, die Maria Immaculata im Strahlenkranz umgeben von Heiligen zeigen. Auch die Kreuzwegbilder stammen vom selben Künstler. Hinter dem Altar zeigt ein Wandbild das Jüngste Gericht, davor eine Marienstatue von Hans Freilinger aus dem Jahr 1967. In einer Kapelle wurde eine Marienstatue aus der zerstörten ersten Kirche aufgestellt. Die dortigen Glasfenster stammen von Karl Hauck.
Vor der Kirche befindet sich eine Plastik aus dem 18. Jahrhundert, die den Brückensturz des hl. Johannes von Nepomuk zeigt.

## Bildergalerie

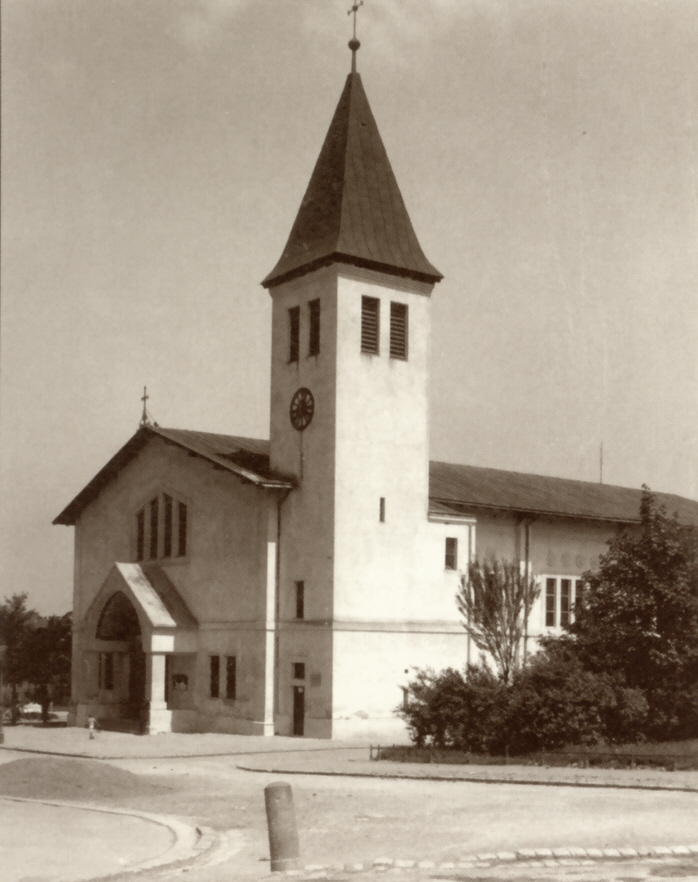
Ehemalige Notkirche, 1905
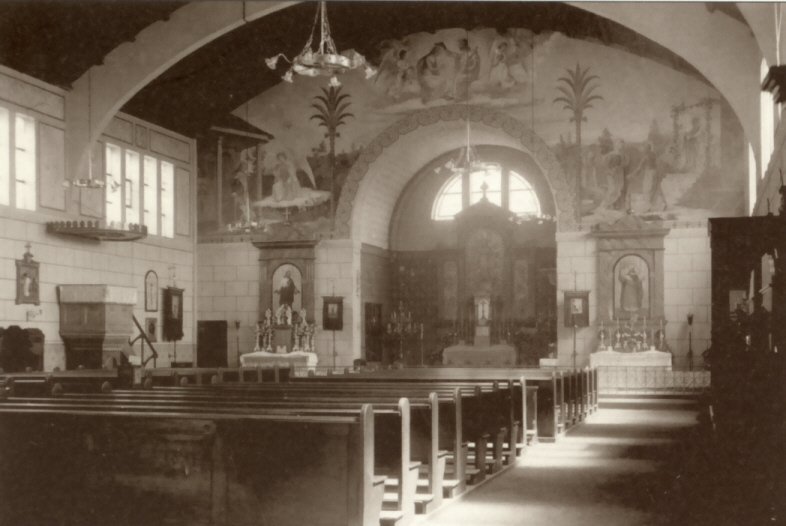
Innenraum der ehemaligen Notkirche, 1905
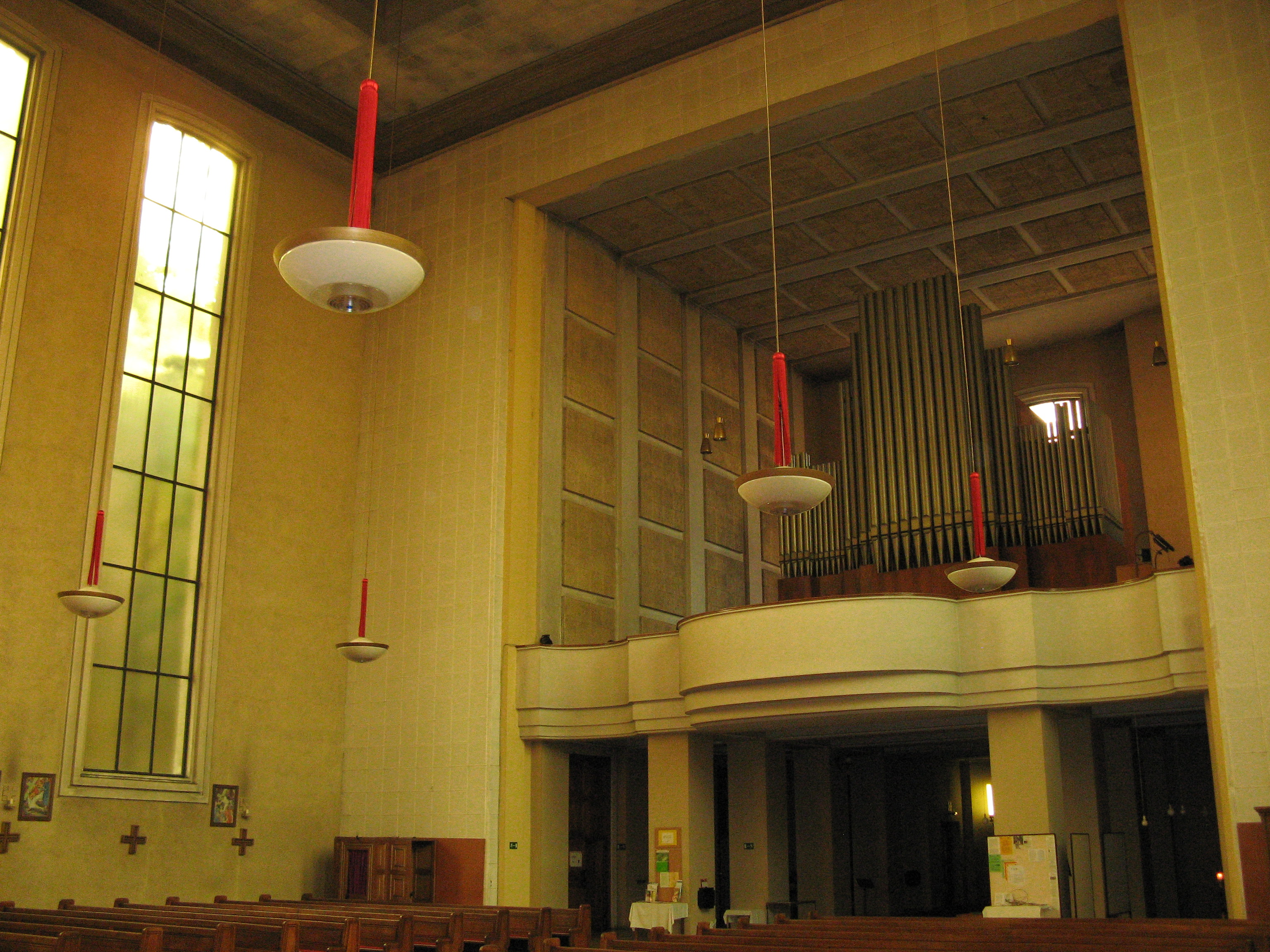
Blick zur Orgelempore
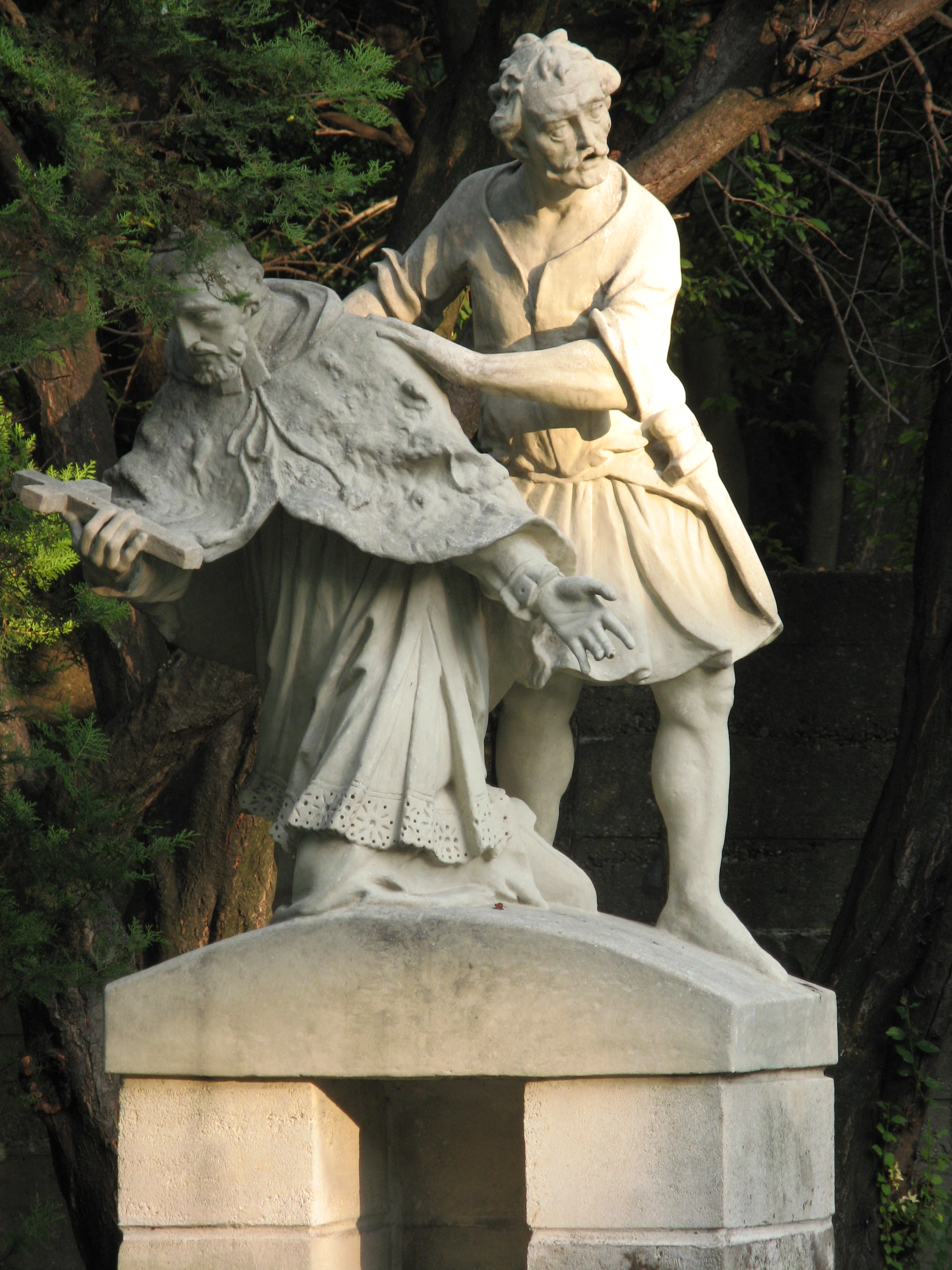
Statue des hl. Johannes von Nepomuk vor der Kirche